# أبو ظريفة (فلم)
أبو ظريفة هو فيلم مصري من إخراج ألفيس أورفانيللي وبطولة فوزي الجزايرلي، نرجس شوقي، حسن فايق، عبد الفتاح القصري، محمد العراقي وإحسان الجزايرلي، صدر الفيلم في 15 أكتوبر 1936.
هذا الفيلم هو أول فيلم يخرجه أورفانيللي

## نبذه
فؤاد شاب عربيد ابن ذوات، يبدد ثروة أمه بلا حساب. ذات ليلة يكتب إقراراً وتعهدًا بخط يده يفيد بأنه سوف يمنح الفيلا التي يمتلكها لمن يعثر على الورقة، يحدث أن يعثر عليها بحبح وزوجته أم أحمد، وعندما يذهبان للمطالبة بالفيلا يكون فؤاد قد عاد إلى صوابه، حيث يحاول فؤاد منع بحبح وزوجته من أخذ الفيلا.

## وصلات خارجية
- مقالات تستعمل روابط فنية بلا صلة مع ويكي بيانات